# Sociedad Cultural Deportivo Recreativa Anaitasuna
La Sociedad Cultural Deportivo Recreativa Anaitasuna è una squadra di pallamano spagnola avente sede a Pamplona.

È stata fondata nel 1956.

Disputa le proprie gare interne presso il Pabellón Anaitasuna di Pamplona il quale ha una capienza di 3.000 spettatori.